# 溫陽溫泉
溫陽溫泉（韓語：온양온천）是韓國忠清南道牙山市溫泉洞的溫泉，含有具放射性的鐳。
自世宗大王開始歷代朝鮮君主都到那裡療養，但實際利用的歷史可能早至1,600年前。

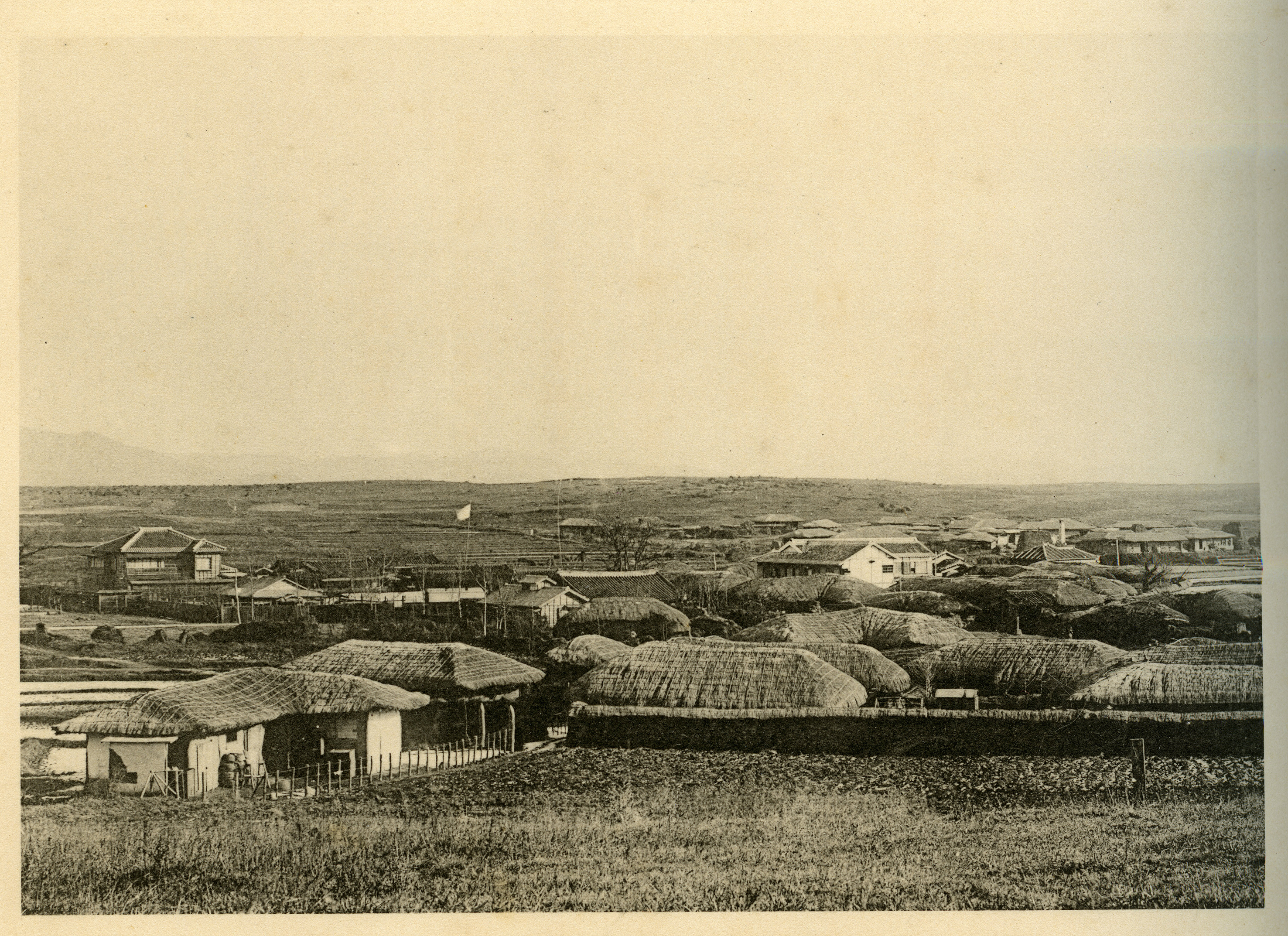
溫陽溫泉，攝於1912年